# Javier Conte
Javier Alberto Conte (ur. 7 września 1975 w Buenos Aires) – argentyński żeglarz sportowy, brązowy medalista olimpijski z Sydney.
W 2000 zdobył brązowy medal olimpijski w rywalizacji w klasie 470. Jego partnerem był Juan de la Fuente. Brał udział także w dwóch kolejnych igrzyskach (IO 04, IO 08). 